# 新竹客運湖口站
新竹客運湖口站設於新竹縣湖口鄉，與新竹站的分類同為新竹地區。目前已經停用改建為汽車停車場，路線全數改到湖口車站前站牌發車。
旅客可搭乘各路線前往：
- 桃園市：中壢區、楊梅區、平鎮區
- 新竹縣：竹北市、新埔鎮、新豐鄉
- 新竹市：東區

## 沿革
新竹客運湖口站坐落於本鄉中山路二段，民國四十一年新竹客運於本鄉設站，開始行駛自本鄉至新庄子的路線，迄今已六十八年。初期在今湖口車站對面設置站房及車票代售處，後來因為原有站房不敷使用，遂於民國七十三年五月二十八日購置現址，充做辦公室、駕駛員休息室、會議室、及宿舍，原站房則改為候車室及售票處，並於民國六十六年附設停車場及檢修班。後來新竹客運為配合業務發展需要，在湖口工業區內設立修車府，六十九年正式啟用。2024年11月1號亦捷科際與捷乘客運接手新竹客運路線後停用，現在改建成汽車停車場。

### 路線發展
- 民國四十一年增闢新庄子→舊湖口路線。
- 民國五十六年增闢湖口→南窩尾路線。
- 民國五十七年增闢湖口→波羅汶路；延駛路線計有：新屋→富岡路線延駛至湖口，湖口→南窩路線延駛至北窩。
- 民國五十八年湖口→波羅汶路延駛至新竹。
- 民國五十九年湖口→南窩路線延駛至南窩尾。
- 民國六十二年增闢新庄子→波羅汶→舊湖口路線；新竹→湖口路線及湖口→楊梅路線合併為新竹→楊梅路線。
- 民國六十四年新屋→湖口路線延駛至新竹。
- 民國六十六年增闢湖口→崩坡缺路線及中壢→湖口路線。
- 民國六十七年增闢新埔→窩尾→舊湖口路線及湖口→圓山子→大坡路線。
- 民國七十年湖口→榮民所路線延駛至新竹。[2]

## 月台

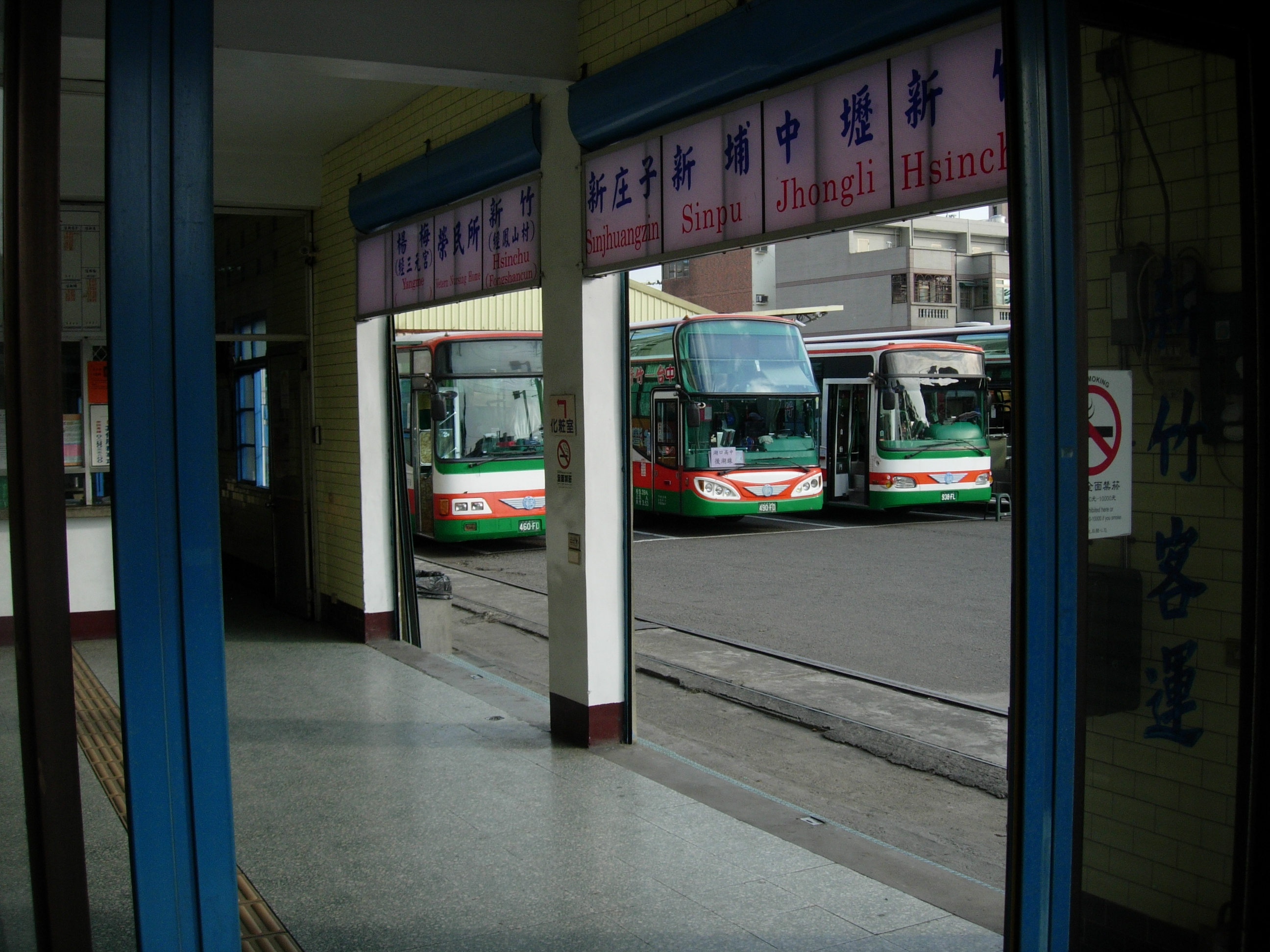
湖口站月台

月台已裁撤改建成汽車停車場

## 行駛路線（全數改到湖口車站前站牌發車）
```
*部分班次使用低底盤公車
```

### 桃園市區公車（2024年1月1日由亞通客運接手)
- 5607 湖口─楊梅（經三元宮、二湖）
- 5624 中壢─湖口（經富岡、楊梅）

### 公路客運 (2024年11月1日改由亦捷科際接手）
- 5611 新子─湖口（經後湖，部分班次經大庄）
- 5612 湖口─新竹（經鳳山村 、榮民所、工業區）
- 5613 湖口─榮民講習所（經鳳山村）
- 5622 新竹─湖口（經陸橋、新豐）

### 幸福巴士 (2025年1月1日由捷乘客運開辦）
- 南環幹線 湖口─楊梅（經舊湖口、新埔、北坑口）

## 時刻

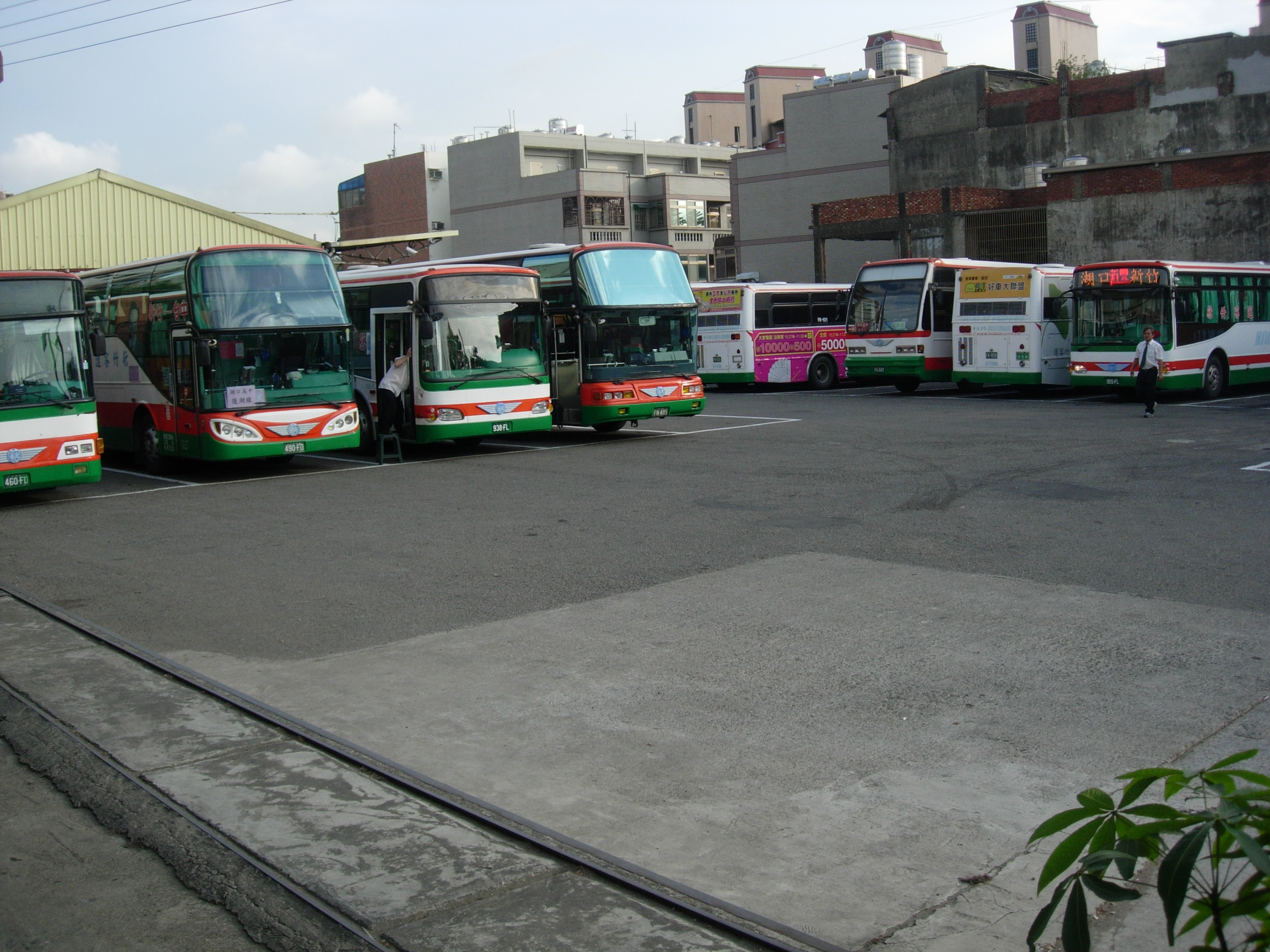
湖口站停車場

所有路線皆依固定時刻行駛

## 車站週邊
- 台鐵湖口車站
- 湖口鄉公所
- 湖口鄉衛生所
- 湖口鄉立圖書館
- 新竹縣警察局新湖分局暨湖口派出所
- 新竹縣消防局第一大隊湖口分隊
- 湖口鄉戶政事務所
- 新竹縣新湖地政事務所
- 天主教仁慈醫院
- 新竹縣湖口鄉新湖國民小學
- 新竹縣湖口鄉信勢國民小學
- 新竹縣立新湖國民中學

## 資料來源
1. ↑  湖口站地址 的存檔，存档日期2011-10-24.
2. 1 2  湖口鄉志 102頁

## 外部連結
- 新竹客運公司 （页面存档备份，存于）